# Laciniodes ussuriensis
Laciniodes ussuriensis är en fjärilsart som beskrevs av Louis Beethoven Prout 1938. Laciniodes ussuriensis ingår i släktet Laciniodes och familjen mätare. Inga underarter finns listade i Catalogue of Life.